# Margot Shumway
Margot Shumway (* 2. August 1979 in Cincinnati) ist eine ehemalige Ruderin aus den Vereinigten Staaten, die zweimal ein Finale bei Olympischen Spielen erreichte.

## Sportliche Karriere
Die 1,80 m große Margot Shumway begann 2001 mit dem Rudersport. Bei den Weltmeisterschaften 2005 in Gifu belegte der Doppelvierer mit Kelly Salchow, Margot Shumway, Caryn Davies und Anna Mickelson den fünften Platz. Shumway kehrte erst 2008 in die Nationalmannschaft zurück. Beim Weltcup in Luzern erreichten Lia Pernell, Lindsay Meyer, Jennifer Kaido und Margot Shumway mit drei Sekunden Rückstand den zweiten Platz hinter dem chinesischen Doppelvierer. Bei den Olympischen Spielen in Peking siegten die Chinesinnen vor den Britinnen und den Deutschen, der Doppelvierer aus den Vereinigten Staaten erreichte den fünften Platz mit fast zehn Sekunden Rückstand auf die Chinesinnen.
2009 trat Margot Shumway im Einer an und belegte den 13. Platz bei den Weltmeisterschaften in Posen. 2010 trat sie im Weltcup sowohl im Doppelzweier als auch im Doppelvierer an. Bei den Weltmeisterschaften auf dem Lake Karapiro belegte der Doppelvierer mit Margot Shumway, Sarah Trowbridge, Megan Kalmoe und Natalie Dell den fünften Platz. 2012 konnte sich der Doppelzweier mit Margot Shumway und Sarah Trowbridge in Luzern für die Olympischen Spiele qualifizieren. Bei der olympischen Regatta in Eton erreichten die beiden das Finale und belegten den sechsten Platz.